# Pivovar Chlumec nad Cidlinou
Pivovar v Chlumci nad Cidlinou je budova z roku 1869, situovaná v ulici Boženy Němcové v Chlumci nad Cidlinou. Pivovar byl ve své době největší průmyslovou stavbou v Pocidliní.

## Pivovarnictví před zbudováním pivovaru
První zprávy o vaření piva v Chlumci nad Cidlinou pocházejí z 1. poloviny 15. století, kdy chlumecké panství vlastnili páni z Bergova. Rozkvět pivovarnictví ve městě pak nastal v období Pernštejnů: Vojtěch z Pernštejna udělil městu v roce 1524 právo vařit pivo v rychtě, kde byl zřízen i šenk. V 16. století za vlády Pernštějnů ve městě vznikly hned 3 pivovary – Kostelní (v ulici kostelní čp. 39), Při Masných krámech (na místě dnešní budovy majorátu) a U Valů (též Kuldanovský či Kuldovský) – a také v něm fungovalo 5 sladoven.
V roce 1547 převzala pernštejnské statky královská komora a dohled tak vykonával přímo císař Rudolf II., který nařídil v roce 1579 zbudovat komorní pivovar v areálu vodního hradu.  V roce 1623 pak nový majitel panství Václav Vchynský všechny tři městské pivovary zrušil a vytvořil jediný, tzv. panský pivovar rodu Vchynských (později Kinských). Všechny tři pánve městských pivovarů pak byly odprodány do tohoto panského pivovaru.

## Nová budova pivovaru

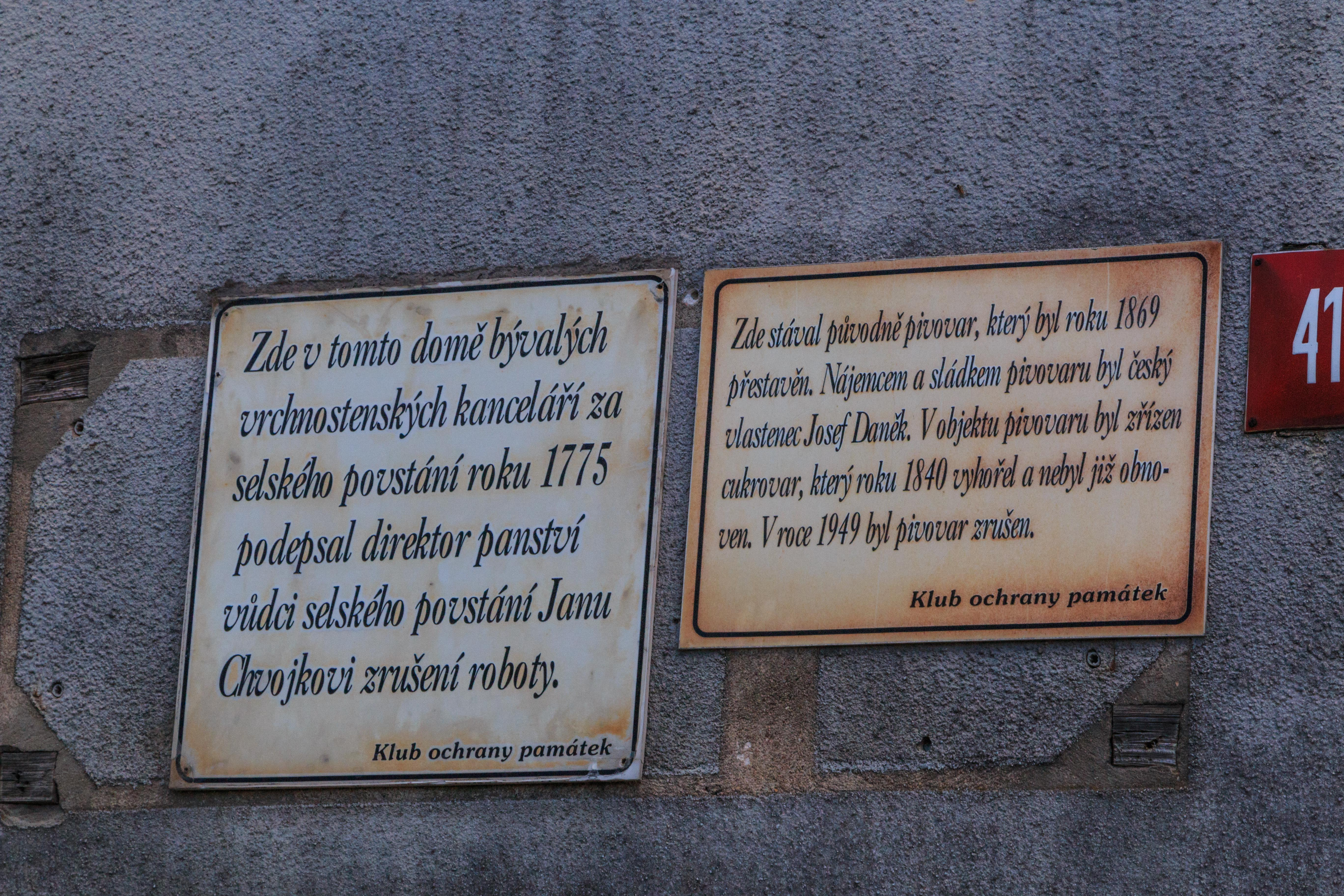
Pamětní deska pivovaru

Po požáru vodního hradu v roce 1745 vybudovali Kinští nové hospodářské centrum v blízkosti dnešní ulice Boženy Němcové. V tomto areálu byl zřízen i nový pivovar. K jeho rozvoji došlo v 19. století zejména díky sládkům Josefu Daňkovi st. a Josefu Daňkovi ml., kteří v pivovaru působili v letech 1820 – 68. Kromě nich se ale v pivovaru v 19. století vystřídali i další nájemci.
V roce 1869 zadal Oktavián Kinský rozsáhlou přestavbu pivovaru staviteli Václavu Nosakovičovi – pivovar tak byl rozšířen i na území bývalého cukrovaru zničeného požárem v roce 1841 a získal tak vlastně dnešní podobu. V roce 1930 činila roční produkce 12 800 hektolitrů piva a v roce 1937 pak dosáhla dokonce 15 000 hektolitrů.
Další rekonstrukce objektu proběhla v letech 1910 – 11, kdy byl sládkem Karel Kholl a výstav činil rekordních 18 000 hektolitrů piva. V období první republiky a protektorátu pak byl nájemcem pivovaru Václav Tůma. Ve 30. letech 20. století byla do funkcionalistické podoby rekonstruována varna. Od roku 1948 (1945) byl pivovar pod národní správou, v roce 1949 pak byla výroba piva zastavena.
V roce 2018 byly objekty pivovaru již zchátralé a využívaly se pouze částečně – jako sklady.

## Architektura
Databáze projektu Industriální topografie České republiky k architektuře objektu uvádí: "Pivovar ... měl zprvu klasickou dvoukřídlou dispozici se sladovnou, k níž v pravém úhlu přiléhal vlastní pivovar. Postupem let se komplex rozrůstal do dnešní podoby. Hlavní trakt, obrácený k řece, je zvýrazněn dvěma rizality – sladovního hvozdu s příslušenstvím (vrchní díl má hrázděné zdivo) a bloku varny korunovaného vysokým komínem továrního typu. Nedaleko stojí objekty chladného hospodářství z přelomu 19. a 20. století, níže se nacházela spilka a pod ní rozlehlé sklepy. Sladovna je barokní s průmyslovým doplňkem věžovitého hvozdu a válcovým párníkem s kovovou konstrukcí ve vrcholku. Také varna má industriální podobu, oproti staré spilce ve dvoře, která nese klasicistní znaky."
Budova pivovaru, stejně jako další technické stavby v okolí (např. cukrovar), představovala ve své době nově nastupující architektonický trend, který byl protikladem tehdy populární historizující tvorby. Lze hovořit o tzv. tovární architektuře, která se inspirovala v empíru a prezentovala již prvky funkcionalismu a konstruktivismu. Tento architektonický přístup z praktických a finančních důvodů rezignoval na dekorace a soustředil se na funkčnost (stěny budov jsou buď zcela bez oken, nebo členěné velkými halovými okny, často se segmentovým obloukem).

## Zajímavost
Budova chlumeckého pivovaru je zobrazena na ostrostřeleckém terči, který má ve sbírkách Městské muzeum Loreta.